# All Saints Street
All Saints Street (en chino :万 圣 街; pinyin : Wàn Shèng Jiē ; esp. 'Calle de Todos Los Santos'), conocida alternativamente como All Saints Street: 1031 y 1031 All Saints Street, es un webcomic chino escrito e ilustrado por el artista Lingzi. El webcomic (y/o serie) sigue a un grupo de seres mitológicos que comparten un apartamento. All Saints Street se ha publicado en Bilibili desde 2016, y fue adaptado en una serie web donghua por Tencent Video en 2020.

## Sipnosis
La serie está ambientada en una versión ficticia de la Tierra donde humanos, deidades y demonios coexisten pacíficamente. Neil "Nini" Bowman, un demonio fascinado por los humanos, huye de su hogar para vivir en el mundo humano. A pesar de su deseo de integrarse con los humanos, finalmente se encuentra compartiendo un apartamento con otros seres mitológicos.

## Personajes
Neil "Nini" Bowman
El protagonista de la serie, y demonio que va a vivir en el mundo de los humanos junto a su roomie y amigo, Ira Blood.
Ira Blood
Vampiro y roomie de Neil, vampiro proveniente de una familia aristocrática que escapó de casa y ahora vive como un flojo descuidado.
Lynn Angel
Cuidador de Neil, es un Ángel que se encarga de la casa a que nada salga del orden o se arme un caos total.
Damao (Conocido originalmente como Vladimir Elliot Kirilenko)
Un hombre lobo que se convierte en el compañero de cuarto de Neil después de ser enviado por la Asociación Mundial de Hombres Lobo para vigilarlo.
Abu
Una momia viviente, que se mantiene callada. Casi nadie sabe de él.
Nick Hoult
Medio hermano de Neil y demonio, viene a invocar el poder oscuro que viene de Neil.
Lily Ángel
Ángel y hermana menor de Lynn, es la causante de que Neil este enamorado.

## Media
All Saints Street se publicó originalmente como webcomic en el sitio web para compartir videos Bilibili, donde se ha publicado en serie desde 2016. En 2020, la serie se adaptó a una serie web animada de Tencent Video.